# Klabavský dub
Klabavský dub je památný strom v obci Klabava severozápadně od Rokycan. Přibližně dvěstěpadesátiletý dub letní (Quercus robur) roste na zahradě čp. 53, v severozápadní části vsi ve směru na Dýšinu v nadmořské výšce 372 m. Obvod jeho kmene měří 325 cm a koruna stromu, která má odlomený vrchol kmene, dosahuje do výšky 20 m (měření 2005). Dub byl chráněn od roku 1985 pro svůj vzrůst a jako krajinná dominanta. Po úderu blesku sesazen vrchol, ochrana stromu byla zrušena v roce 2010.

## Stromy v okolí
- Lípa v Dýšině